# Hranický
Hranický (225 m n. m.) je vrch v okrese Pardubice Pardubického kraje. Leží asi 0,5 km severovýchodně od vsi Dědek, na pomezí katastrálních území města Lázně Bohdaneč a obcí Neratov a Živanice.

## Geomorfologické zařazení
Geomorfologicky vrch náleží do celku Východolabská tabule, podcelku Pardubická kotlina, okrsku Kunětická kotlina a podokrsku Bohdanečská brána.